# Pai (Thaïlande)
Pour les articles homonymes, voir PAI.
Pai (thaï ปาย) est une petite ville du nord de la Thaïlande située dans la province de Mae Hong Son, entre Chiang Mai et Mae Hong Son.
Ville brumeuse proche de la frontière birmane, à environ 600 mètres au-dessus du niveau de la mer, Pai est entourée par de hautes montagnes. De nombreux groupes ethniques différents y mènent encore une vie traditionnelle paisible. La rivière Pai traverse la ville et la forêt avant de passer en Birmanie.

## Population
Elle est principalement Thaï-Yao (également présents dans l'état Shan, en Birmanie) et de populations des collines. En ville principalement thaïs, Thaï-Chinois, quelques Thaï-Musulmans et quelques résidents étrangers.

## Économie
Elle vie essentiellement du tourisme : tout est adapté pour les étrangers. En 2024, Paï a accueilli près de 220 000 touristes. 
Elle est aussi agricole : riz, fruits, lychee, coton.

## Climat
Saison fraîche : 12−28 °C de novembre à mars
Saison chaude : 24−35 °C d'avril à juin 
Saison des pluies : 24−32 °C de juillet à septembre

## Tourisme

### Monuments bouddhistes
Wat Klang
Ce temple se situe dans la région de Wiang Tai, proche de la station de bus. En son centre se trouve un grand chédi de style Thaï entouré par de petits chédis.   
Wat Nam Hu
Le Wat Nam Hu se trouve à environ 3 kilomètres du marché de Pai. Il abrite une statue de Bouddha de 60 cm de large et 76 de haut pouces de longueur. En haut de l’image se trouve l’eau sainte que les habitants respectent.  
Chédi Phra That Mae Yen
Le Phra That Mae Yen est situé au sommet d'une petite éminence. Depuis le centre de Pai, il y a 30 minutes de marche pour y arriver - jolie vue sur la ville et son site.

### À proximité
Village lisu de Pang Pae
Ce village Lisu est l’un des plus célèbres endroits de la vie traditionnelle et où se trouve la maison de Yao. 
Cascade de Mae Yen
C'est une des plus belles cascades de Pai, avec plusieurs niveaux formant comme des gradins. Elle se trouve à environ 7 kilomètres du centre de Pai.
(Sèche le 06/05/2014)

### Activités
- Rafting le long de la Pai.
- Spéléologie ou trekking.
- Vélo de montagne ou trekking à motocyclette.
- Aventure  dans la jungle : Pai sert de camp de base pour découvrir les populations des collines. Il est possible de marcher dans la jungle et de passer la nuit chez une de ces populations pour éprouver leur façon de vivre Not. À Pai, on peut trouver les guides et les porteurs nécessaires.
- Sauna médicinal et massage traditionnel thaï aussi bien que birman.
- Cours de cuisine thaïlandaise.

Pai est une petite ville mais possède de bons équipements tels que le service de poste, d'hôpital, d'appel de fond et de fax. Le logement et la nourriture sont bons et bon marché. Il existe des restaurants locaux et occidentaux, avec du pain fait maison.

## Culture
Les Thaïs locaux et Yao conservent leurs traditions, par exemple : les vêtements traditionnels, le style de maison, la nourriture et aussi la fête.
Quelques fêtes :
- Loy Kra Tong : la nuit en plein lune, en novembre
- fête des pétards à Wat Luang, commençant en novembre
- Kin Wo : fête du nouvel an Yao, en février
- fête du nouvel an Thaï : 13-15 avril
- fête des fusées, en mai, pour demander la pluie

## Galerie de photographies

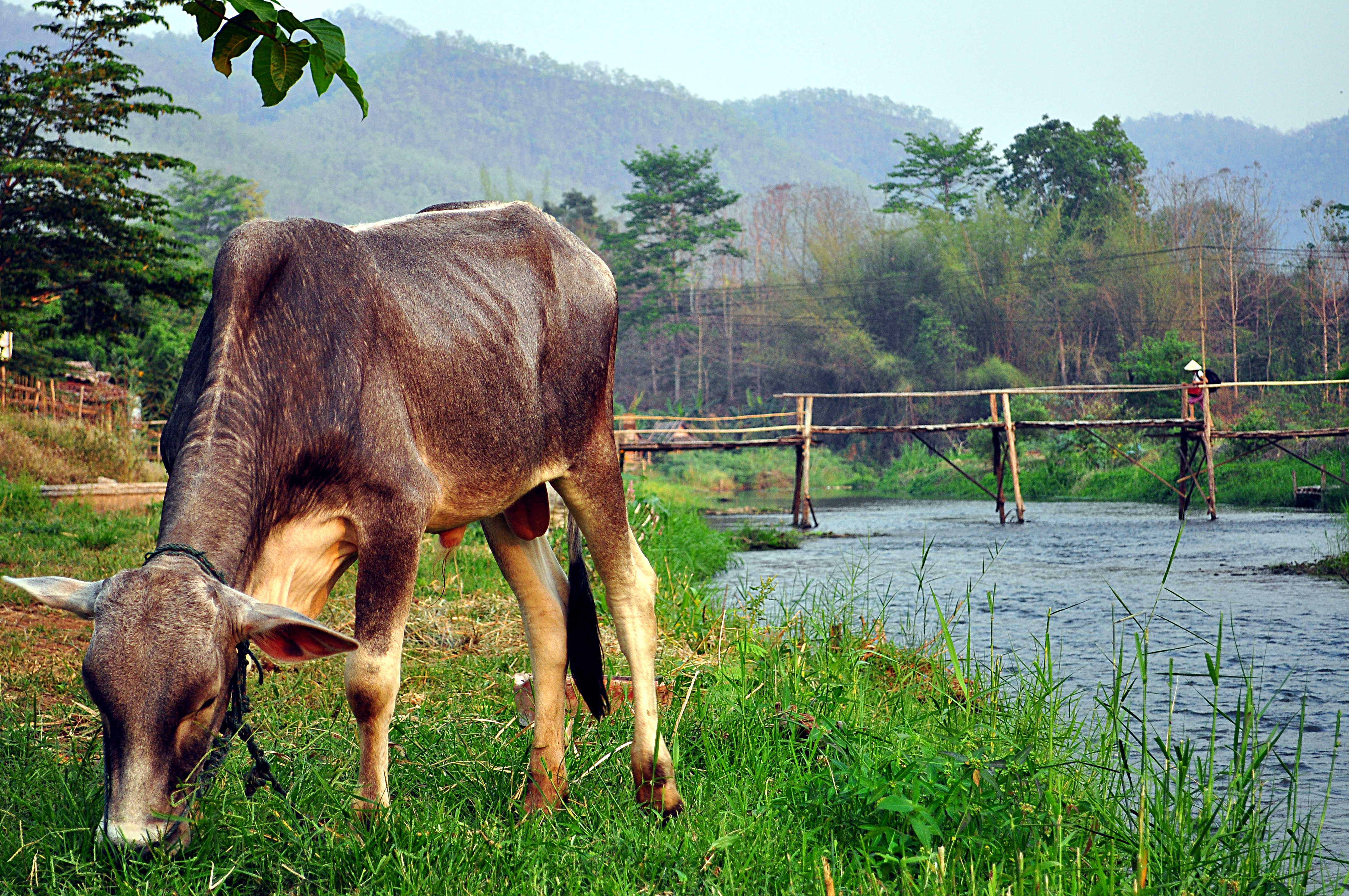
Rivière Paï
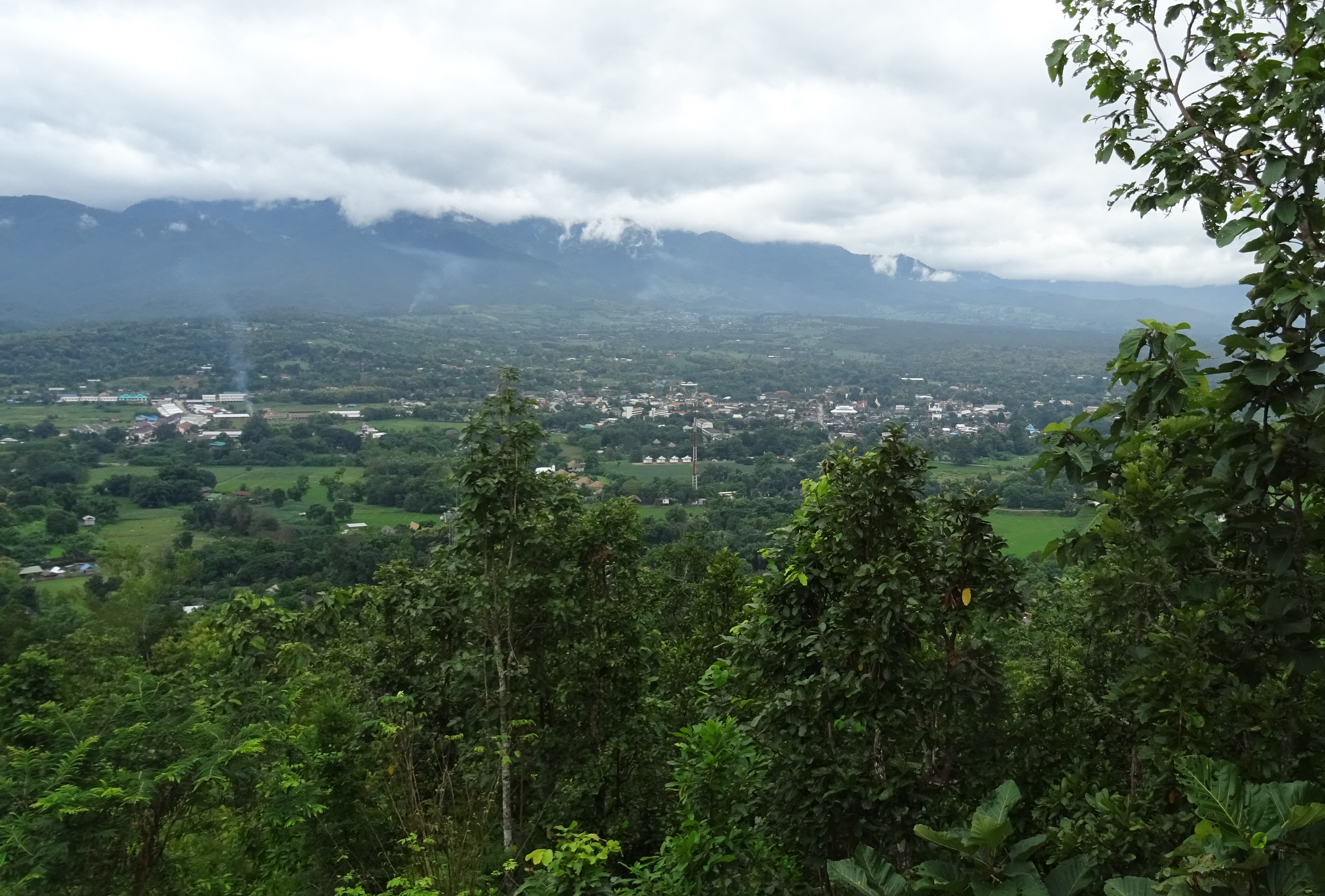
Vue de la petit ville de Paï depuis le grand Bouddha du temple Wat Phra That Mae Yen
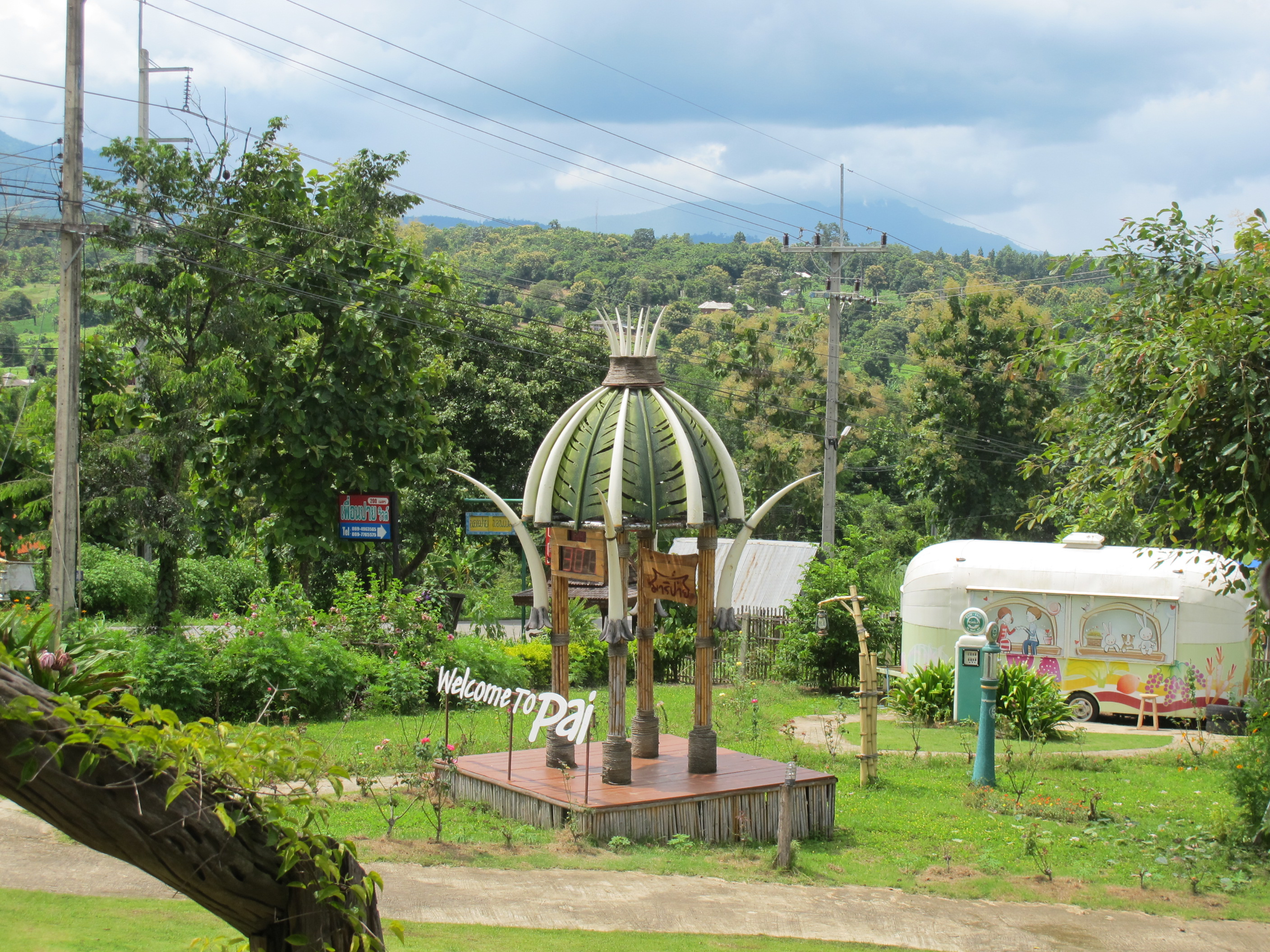
Bienvenue à Paï
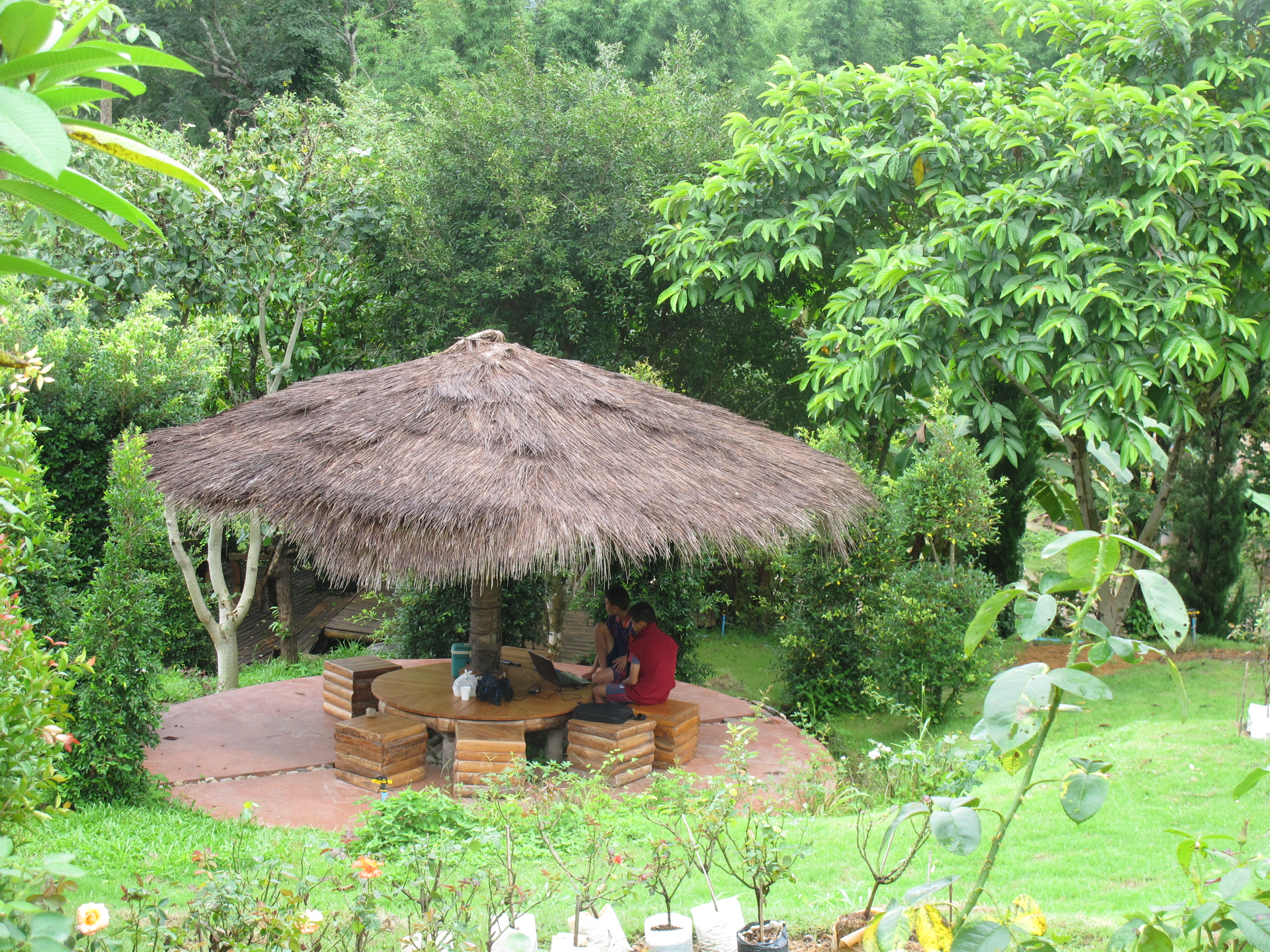
Touristes
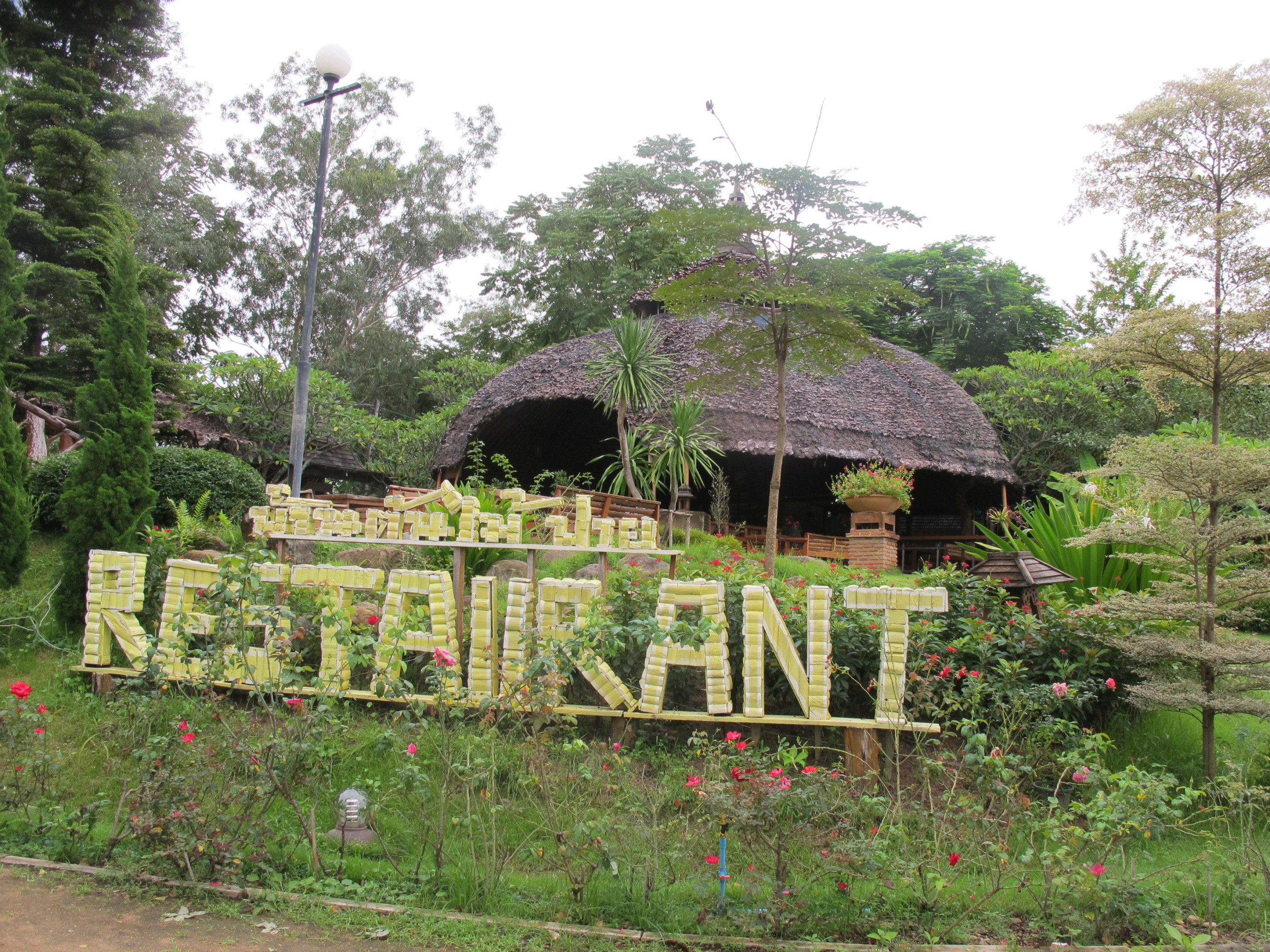
Restaurant
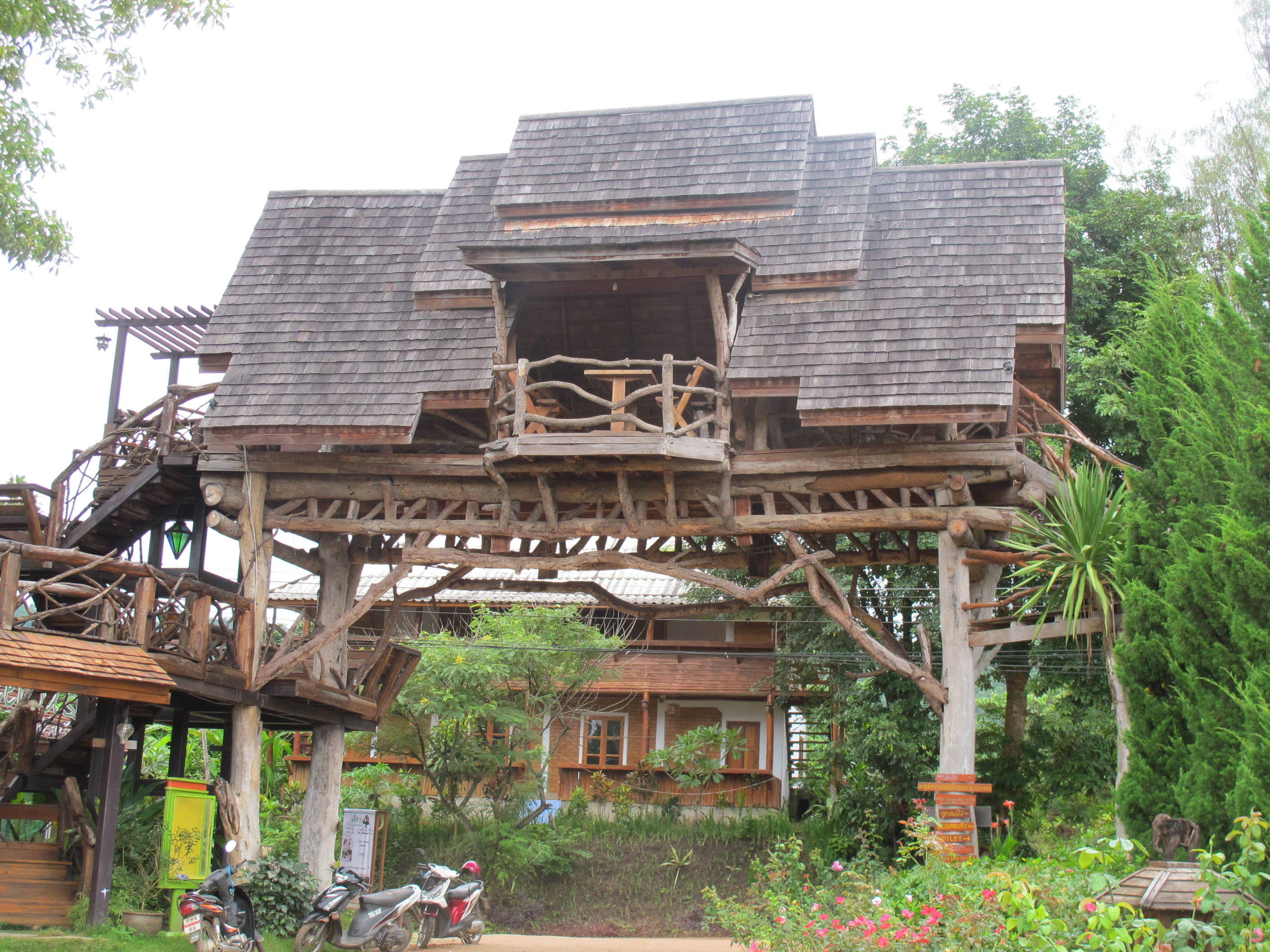
Maison
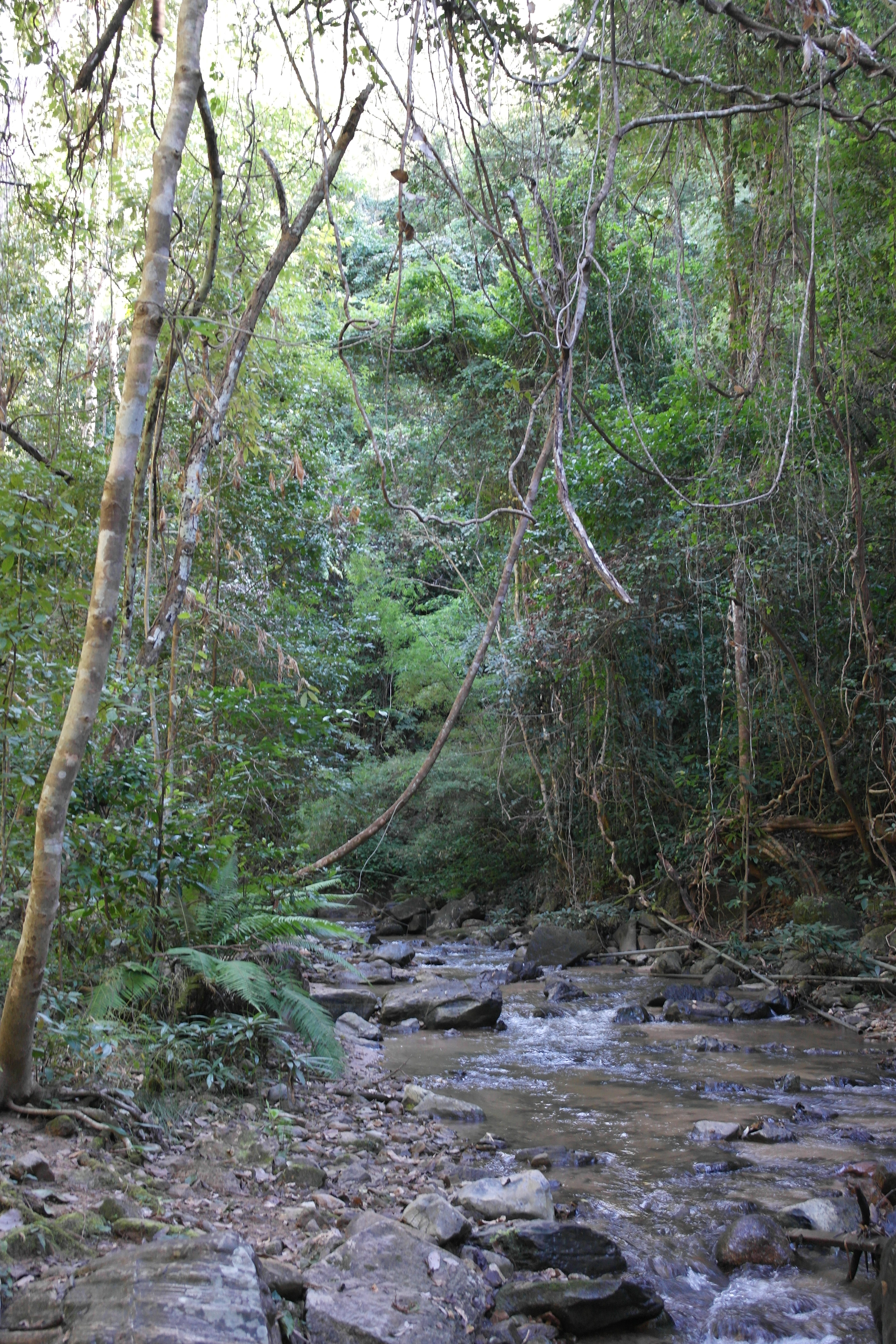
Sentier de randonnée dans la forêt tropical
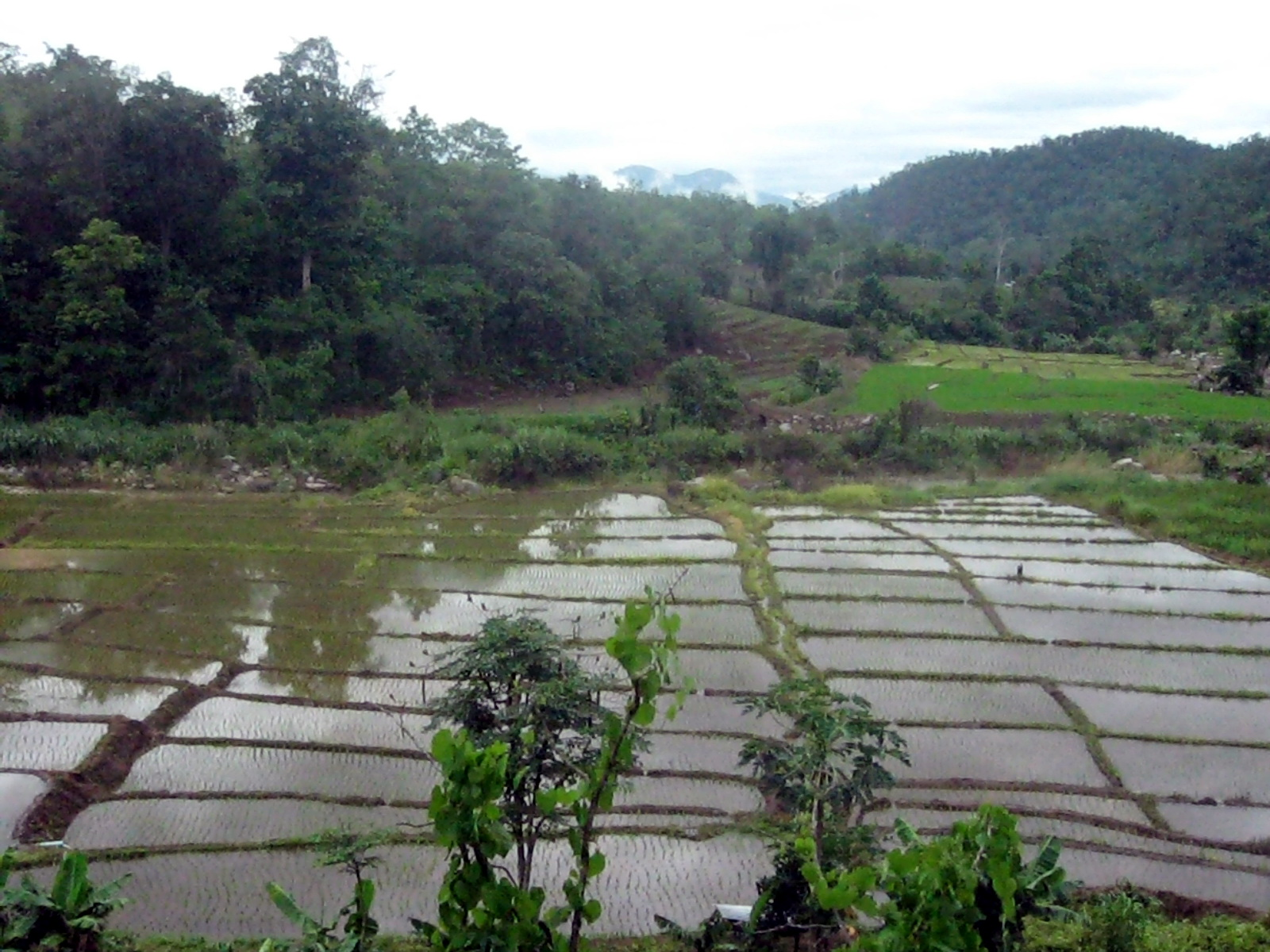
Champs de riz inondés à la saison des pluies
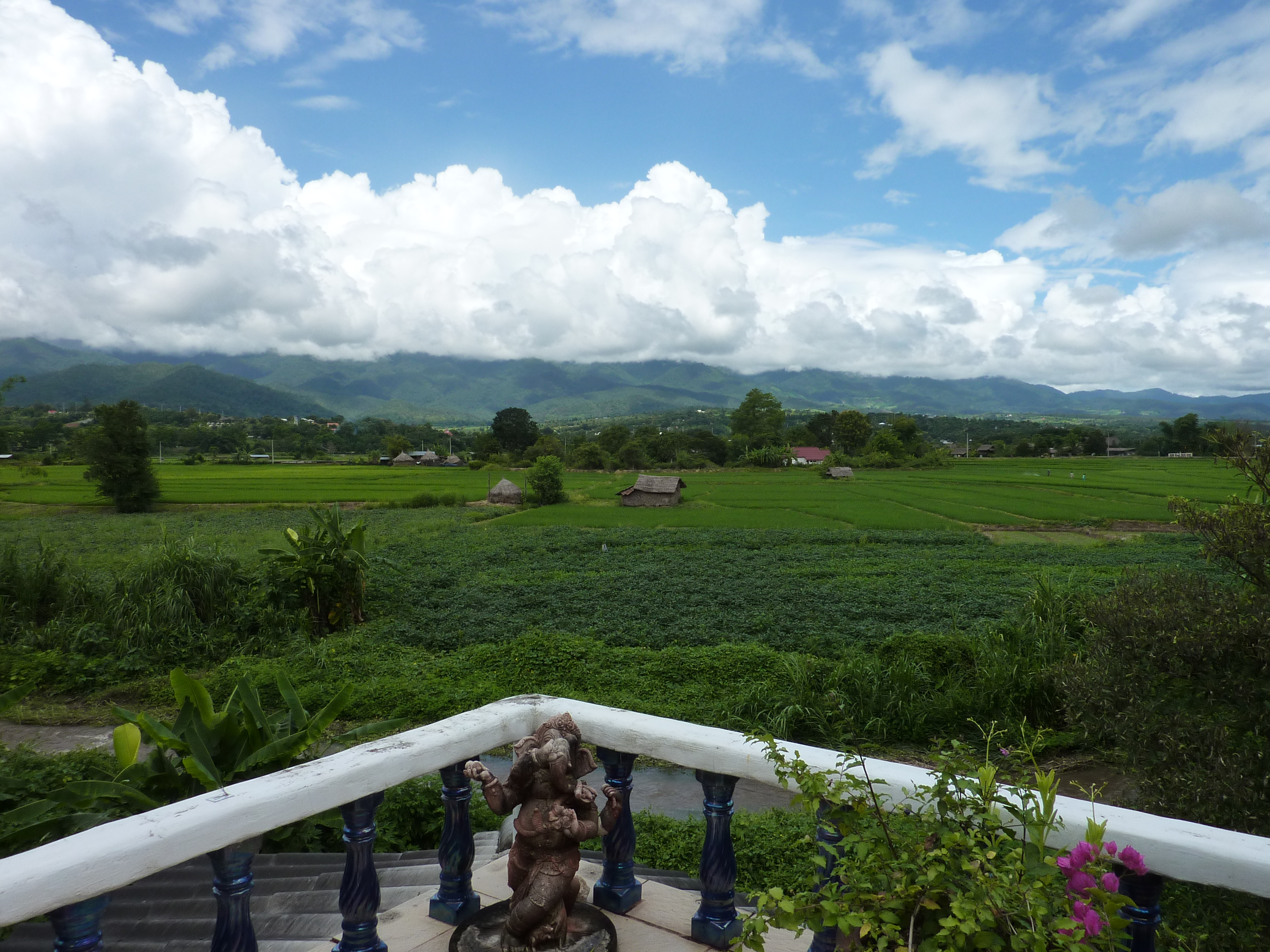
Champs de riz et fermes